# المسيحية في سيراليون

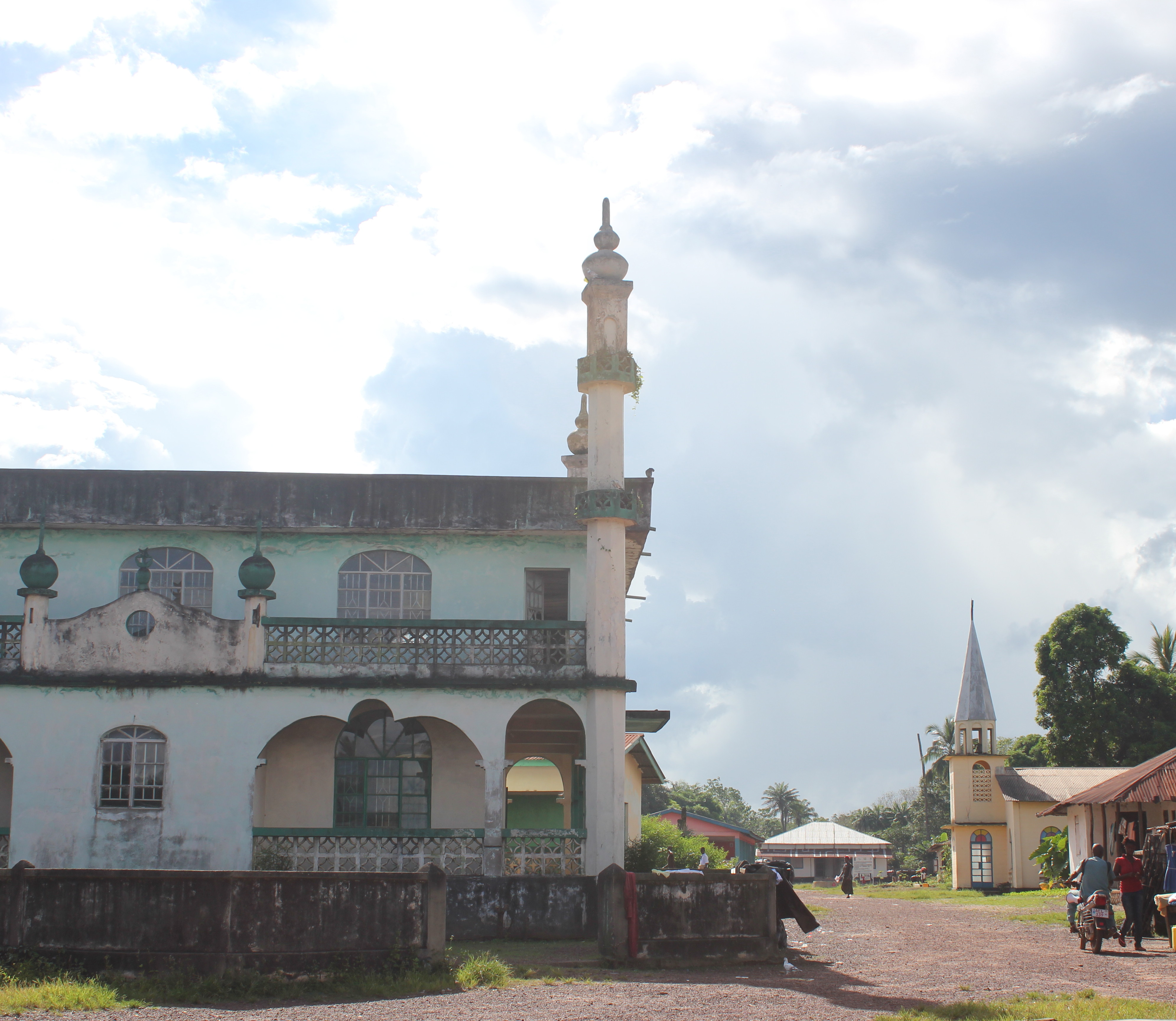
كنيسة بجانب مسجد في سيراليون.

تُشكّل المسيحية في سيراليون ثاني أكثر الديانات انتشاراً بين السكان بعد الإسلام، وتعتبر سيراليون دولة علمانية رسمياً، وعلى الرغم من أن الإسلام والمسيحية هما من الأديان الرئيسيَّة في البلاد. ينص دستور سيراليون على حرية الدين وتحمي حكومة سيراليون هذا الحق بشكل عام. وتمنع حكومة سيراليون ممنوعة دستورياً من إقامة دين الدولة. وفقا لتقديرات مركز بيو للأبحاث عام 2010 حوالي 78% من سكان سيراليون هم من المسلمين، وحوالي 20.9% من المسيحيين وحوالي 1% ينتمون إلى أتباع الديانات الأفريقية التقليدية أو معتنقي معتقدات دينية أخرى. وينتمي معظم مسيحيي سيراليون إلى المذاهب البروتستانتية.
تعد سيراليون واحدة من أكثر الدول تسامحًا دينًا في العالم، ويتعاون المسلمون والمسيحيون ويتفاعلون مع بعضهم البعض بشكل سلمي. العنف الديني نادر جداً في البلاد، وحتى خلال الحرب الأهلية في سيراليون لم يكن الناس مستهدفين بسبب دينهم. وتُعد الأعياد المسيحية مثل عيد الميلاد، ويوم الصناديق، ويوم الجمعة العظيمة، وعيد القيامة أعياد وطنيَّة في سيراليون. تاريخياً كان جميع رؤساء سيراليون من المسيحيين بإستثناء أحمد تيجان كباح، والذي كان مسلماً. ويسيطر المسيحيين على زمام السلطة ومفاصل الاقتصاد والثروة، حيث ساهم الإستعمار البريطاني بشكل كبير على ذلك، حيث ركز منذ مجيئه للمنطقة على تكوين وتأهيل واحتواء المجموعات المسيحية التي استفادت كثيراً من مطامع السلطة ومكاسبها بعد استقلال البلاد سنة 1961 حيث كان المسيحيون هم الأكثر تعليماً وتكويناً.

## تاريخ

### العصور المبكرة

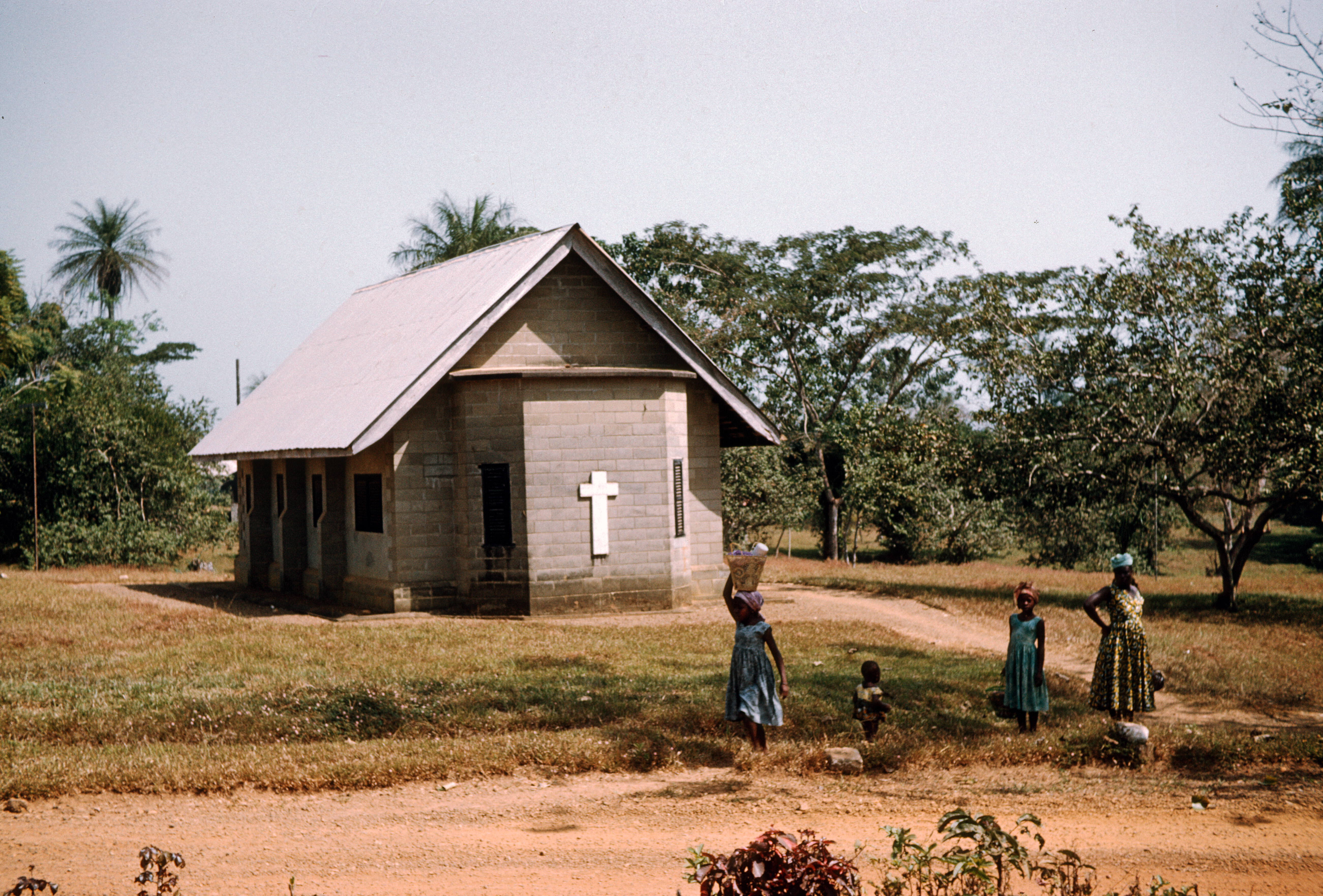
كنيسة مستشفى نيكسون التذكاريَّة.

بعد الاستكشاف البرتغالي لساحل المنطقة في حوالي عام 1462، تلاه عدة محاولات لتبشير شعب تيمني والقبائل الأخرى، لكن لم يكن لها تأثير يذكر. عرقلت عمليات نهب القراصنة وتجارة الرقيق المتزايدة الجهود التبشيرية في الخليج في القرنين السادس عشر والسابع عشر. كتب المبشرون البرتغاليين الكاثوليك في القرن السابع عشر أنَّ شعب تيمني وملكهم يعبدون الأصنام، وتذكر مذكرات اليسوعي باريرا أنه كان قد تحول وتعمد المجموعة الأولى من شعب تيمني عام 1607. وفقاً لفيرنون دورجان، عارضت نخب تيمني الإرساليات المسيحية المبكرة لأنها أصرّت على الزواج الأحادي، مقارنةً بالعائلات متعددة الزوجات لزعماء المسلمين وملاك الأراضي. كما وعارض شيوخ شعب تيمني أيضًا الجهود التبشيرية المسيحية لإنهاء تجارة الرقيق والعبودية، ودعوتها إلى إعادة توطين العبيد المحررين من سفن العبيد والمزارع. ومع ذلك، لم تؤد البداية المبكرة إلى تحولات جماعية. بدأ الوجود والتوسع الأكثر أهمية للمسيحية داخل أراضي شعب تيمني في عام 1787، مع إنشاء فريتاون. القرى التي منحها الملك تيمني لإعادة توطين العبيد المحررين من جميع المجموعات العرقية، تم تصميمها لتشمل الإرساليات والكنائس المسيحية من مختلف الطوائف مثل الميثودية والمعمدانية. تأسست الجمعية التبشيرية الكنسية في لندن عام 1799، وجعلت من فريتاون إحدى قواعدها الأفريقية الرئيسية. وصل المبشرون الميثوديون من جمعية ويسلي التبشيرية والميثودية إلى فريتاون في عام 1811. بدأت هذه البعثات وغيرها في التبشير بين العبيد المستقرين حديثاً، ونشطوا بين شعب سوسو وشعب تيمني. نما وجود المسيحية حيث فتحت مراكز للتعليم العالي ومدارس نموذجية للأطفال في القرن العشرين. كان للمسيحية أكبر عدد من الأتباع من شعب تيمني في منطقة فريتاون والمنطقة الجنوبية الشرقية من منطقة تيمني.
في عام 1858، تم فصل النيابة الرسولية لسيراليون عن نيابة غينيا الرسوليَّة وعُهد بها إلى جمعية الإرساليات الأفريقية. بدأ مؤسس الجماعة، ملكيور دي ماريون بريسيلاك، المهمة التبشيرية، لكنه عانى بعد ذلك بوقت قصير من الحمى الصفراء مع رفاقه الأربعة. تولى كهنة مجمع الروح القدس المهمة وأرسلوا مبشرين إلى الإقليم في عام 1864. وصلت راهبات القديس يوسف بعد ذلك بوقت قصير. لقد أحرزت البعثة تقدماً متواضعاً لكنه مطرد. في منتصف القرن العشرين، بدأت البعثة الكاثوليكية بالتركيز على التعليم، بدعم من الحكومة البريطانية. تم إنشاء التسلسل الهرمي في عام 1964، ولم يكن هناك كهنة أصليون آنذاك، وبالتالي عهد رعاية أبرشية ماكيني إلى زافيريانز بارما.

### العصور الحديثة

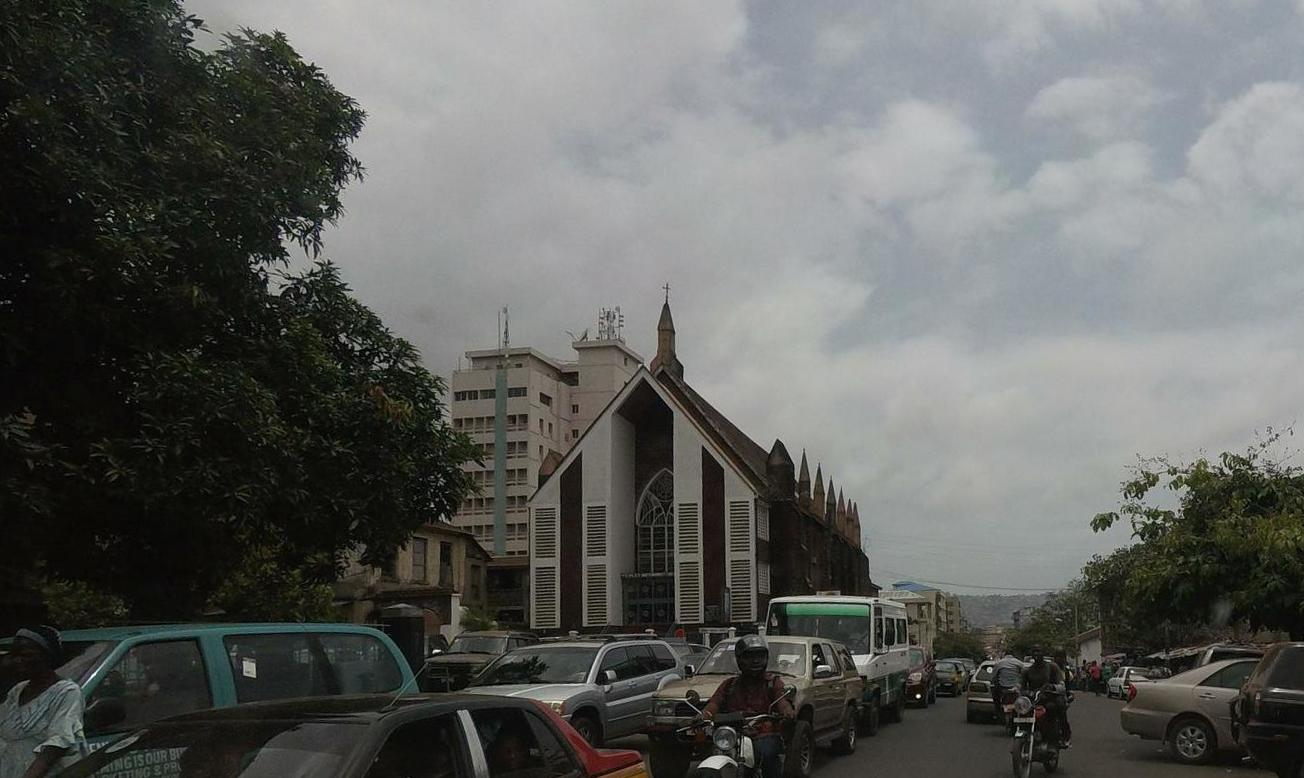
كنيسة ويسلي الميثودية في فريتاون.

على الرغم من أن الحرية الدينية مكفولة بموجب الدستور الصادر في 1 أكتوبر عام 1991، إلا أن الانقلاب العسكري الذي سيطر على الحكومة، أدى بالبلاد إلى حرب أهلية طويلة، وأصبح المبشرون الكاثوليك هدفاً للخاطفين و أنواع أخرى من العنف. في يناير عام 1999، قبل خمسة أشهر من التوصل إلى اتفاق سلام بين الحكومة وزعماء المتمردين، كان رئيس أساقفة فريتاون، جوزيف غاندا، هدفاً لهجوم المتمردين، رغم أنه تمكن من الفرار. ظلَّ القادة الكاثوليك نشطين في الجهود المبذولة لتحرير الرهائن وتنسيق سلام دائم في المنطقة، وانضموا إلى كاريتاس الدولية في الجهود التي تبذلها تلك المنظمة لإعادة 330,000 لاجئ فروا من البلاد إلى ديارهم.
تُعد سيراليون واحدة من أفقر دول العالم، وقد تفاقم الوضع مع انتشار وباء فيروس إيبولا المدمر في عام 2014 وعام 2015، والذي أودى بحياة العديد من الأشخاص. واتخذ الموقف الكنسيّ أبعادًا مثل أنضمام الكاثوليك إلى المسلمين للمساعدة في مكافحة الفيروس، مع التركيز بشكل أساسي على المعلومات الخاصة بالإجراءات الوقائية. بدأ رهبان الساليزيان في بناء مركز استقبال للأطفال الذين تيتموا بسبب الفيروس. في أوائل يناير عام 2015، أعلن الفاتيكان عن التبرع بمبلغ 3 ملايين يورو لمكافحة انتشار المرض، تم التبرع به بشكل أساسي للمؤسسات الكاثوليكية في غينيا وليبيريا وسيراليون.
تاريخياً كان جميع رؤساء سيراليون من المسيحيين بإستثناء أحمد تيجان كباح، والذي كان مسلماً. ويسيطر المسيحيين على زمام السلطة ومفاصل الاقتصاد والثروة، حيث ساهم الإستعمار البريطاني بشكل كبير على ذلك، حيث ركز منذ مجيئه للمنطقة على تكوين وتأهيل واحتواء المجموعات المسيحية التي استفادت كثيراً من مطامع السلطة ومكاسبها بعد استقلال البلاد سنة 1961 حيث كان المسيحيون هم الأكثر تعليماً وتكويناً. وينحدر شعب الكريول في سيراليون من نسل العبيد الأمريكيين من أصل أفريقي، والهند الغربية، والأفارقة المحررين الذين استقروا في المنطقة الغربية من سيراليون بين عام 1787 وعام 1885 تقريبًا. معظم الكريول مسيحيون، اسميًا أو عمليًا، مع أكثر من 98% من الكريول يعتنقون المسيحية ديناً. الكريول في الأساس هم من أتباع الكنائس البروتستانتية خصوصاً الكنيسة الأنجليكانية والميثودية وبدرجة أقل من أتباع الكنيسة المعمدانية، ويتعبد الكريول في الكنائس «الكريولية» التقليدية مثل كاتدرائية سانت جورج وكنيسة الثالوث وكنيسة إبينيزر الميثودية وكنيسة راودون ستريت الميثودية وكنيسة صهيون الميثودية في فريتاون.

## ديموغرافيا

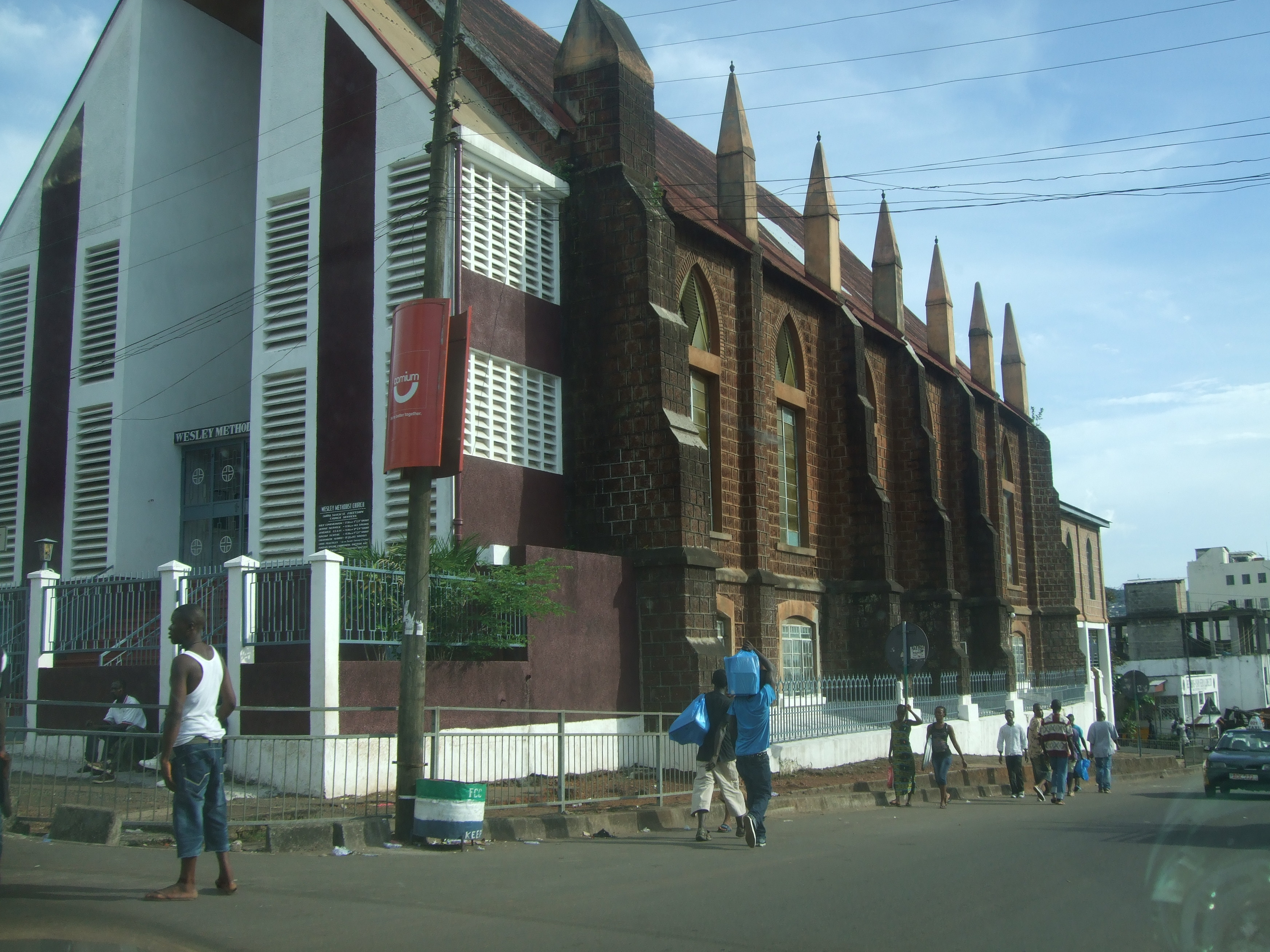
كنيسة ويسلي الميثودية في العاصمة فريتاون.

الإسلام هو أكبر دين في سيراليون، مع وجود أقليات مسيحية والديانات الأفريقية التقليدية كبيرة. وفقًا لتقديرات عام 2009 حوالي 71.3% من السكان مسلمين، وحوالي 26.8% مسيحيين وحوالي 1.9% من السكان إما أتباع الديانات الأفريقية التقليدية أو معتنقي معتقدات دينية أخرى. ومع ذلك تعطي مصادر أخرى تقديرات مختلفة. مثلًا يُقّدر المسلمون 60% من سكان سيراليون وفقاً لوزارة الخارجية الأمريكية، في حين أعطيت نسبة تترواح بين 20% إلى 30% من أتباع الديانة المسيحية، وبين 5% إلى 10% من السكان من أتباع الديانات الأفريقية التقليدية. وفي تقرير حول الحرية الدينية الدولية في سيراليون والذي قدمته المفوضية العليا للاجئين لعام 2007، قدرت نسبة المسلمين بنسبة 55%، في حين قدرّت نسبة المسيحيين بنسبة 40% أما المعتقدات الأخرى فقدت بنسبة 5%. يتواجد المسلمين في جميع محافظات البلاد الثلاثة والمنطقة الغربية. وفقًا لدراسة المؤمنون في المسيح من خلفية مسلمة: إحصاء عالمي وهي دراسة أجريت من قبل جامعة سانت ماري الأمريكيّة في تكساس سنة 2015 وجدت أنَّ حوالي 2,000 مُسلم في سيراليون تحول إلى المسيحية، معظمهم تحول إلى المذهب الإنجيلي.

### الطوائف المسيحية
الغالبية العظمى من المسيحيين في البلاد من البروتستانت، أكبر المذاهب البروتستانتية هي الميثودية والإنجيلية. وتشمل الطوائف البروتستانتية المسيحية الأخرى في البلاد الكنيسة المشيخية، والمعمدانية، والأدفنتست، واللوثرية. ويتكون مجلس الكنائس من الكنائس البروتستانتية في جميع أنحاء سيراليون، وفي الآونة الأخيرة كانت هناك زيادة في أعداد أتباع الكنائس الخمسينية، وخاصةً في العاصمة فريتاون. ولعب التفسير الحرفي للتوراة عند مسيحيين سيراليون دوراً هامّاً في تثبيت ختان الذكور بينهم. الكاثوليك هي ثاني أكبر جماعة مسيحية غير بروتستانتية في سيراليون وتُقّدر بحوالي 5% من سكان البلاد. ونشط المبشرين الكاثوليك في المناطق الساحلية لسيراليون منذ أوائل القرن السادس عشر، ويتوزع كاثوليك البلاد على أربعة أبرشيات ومطرانية. يُشَّكل شهود يهوه والمورمون أقلية صغيرة من المسيحيين في البلاد. ويشكل أتباع المسيحية بلا طائفة جزء مهم من السكان المسيحيين في سيراليون. تضم البلاد على طائفة مارونيَّة لبنانية صغيرة العدد لكنها ذات نفوذ اقتصادي، قدمت إلى البلاد من سوريا العثمانية خلال القرن التاسع عشر، وعملت في التجارة في الساحل عموماً وتجارة الألماس خصوصاً. وينص دستور سيراليون على حرية الدين والحكومة عمومًا تحمي هذا الحق.